# أنتي نييمي
أنتي ميكو نييمي (بالفنلندية: Antti Niemi)، من مواليد 31 مايو 1972 في أولو في فنلندا، لاعب كرة قدم فنلندي.
بدأ مسيرته الكروية مع نادي هيلسنكي في عام 1991، ولعب معهم حتى عام 1995، وشارك معهم في 101 مباراة، وفي عام 1995 انتقل إلى نادي كوبنهاغن الدنماركي، ولعب معهم حتى عام 1997، وشارك معهم في 47 مباراة، وفي عام 1997 انتقل إلى نادي رينجرز الإسكتلندي، ولعب معهم حتى عام 1999، وشارك معهم في 13 مباراة، وفي عام 1999 انتقل إلى نادي هارتس الإسكتلندي، ولعب معهم حتى عام 2002، وشارك معهم في 89 مباراة، وفي عام 2002 انتقل إلى نادي ساوثامبتون الإنجليزي، ولعب معهم حتى عام 2006، وشارك معهم في 106 مباريات، ومنذ عام 2006 وهو يلعب مع نادي فولهام الإنجليزي.
و قد لعب مع منتخب فنلندا لكرة القدم منذ عام 1992 وحتى عام 2004، وشارك معهم في 66 مباراة.

## روابط خارجية
- أنتي نييمي على موقع الاتحاد الدولي (مؤرشف)  (الإنجليزية)
- أنتي نييمي على موقع إي إس بي إن إف سي (الإنجليزية)
- أنتي نييمي على موقع قاعدة بيانات كرة القدم.إي يو (الإنجليزية)
- أنتي نييمي على موقع ناشيونال فوتبول تيمز (الإنجليزية)
- أنتي نييمي على موقع Soccerbase.com (لاعب) (الإنجليزية)
- أنتي نييمي على موقع Soccerway.com (الإنجليزية)
- أنتي نييمي على موقع عالم كرة القدم.نت (الإنجليزية)